# Rollin’
Rollin’ — дебютный студийный альбом шотландской поп-группы Bay City Rollers, вышедший в 1974 году.
Диск занял 1-е место в британском чарте.

## Список композиций

### Первая сторона
| №  | Название                  | Длительность |
| -- | ------------------------- | ------------ |
| 1. | «Shang-a-Lang»            | 3:07         |
| 2. | «Give It to Me Now»       | 3:48         |
| 3. | «Angel Angel»             | 2:27         |
| 4. | «Be My Baby»              | 3:27         |
| 5. | «Just a Little Love»      | 2:57         |
| 6. | «Remember (Sha la la la)» | 2:33         |

### Вторая сторона
| №  | Название               | Длительность |
| -- | ---------------------- | ------------ |
| 1. | «Saturday Night»       | 2:57         |
| 2. | «Ain't It Strange»     | 2:10         |
| 3. | «Please Stay»          | 3:57         |
| 4. | «Jenny Gotta Dance»    | 3:06         |
| 5. | «There Goes My Baby»   | 3:18         |
| 6. | «Summerlove Sensation» | 3:12         |

### Переиздание 2004 года, включающее в себя 4 бонус-трека
1. «Are You Ready for That Rock and Roll»
2. «Bringing Back the Good Times»
3. «Bye Bye Barbara»
4. «Hey C.B.»

## Участники записи
- Лесли Маккью́эн —  акустическая гитара, электрогитара, вокал
- Эрик Фолкнер — акустическая гитара, электрогитара, бас-гитара, скрипка, мандолина
- Стюарт Джон Вуд — акустическая гитара, электрогитара, бас-гитара, рояль, мандолина
- Алан Лонгмуир — бас-гитара, рояль, аккордеон
- Дерек Лонгмуир — ударные, перкуссия, бубен, конга